# 鹿島山北高等学校
鹿島山北高等学校（かしまやまきたこうとうがっこう）は、神奈川県足柄上郡山北町にある私立高等学校。株式会社山北学園によって設置された、株式会社立の広域通信制高校。

## 概要
2017年9月に設置された広域通信制（単位制）高校。学習スタイルは、週2日～5日制、週1日制、自宅学習制、家庭教師制、ネット指導制から自分のニーズに合わせて選ぶことができる。年に最低一度、3泊4日のスクーリングへの出席が必要。
山北本校は、丹沢湖に突き出した半島に位置し、山北町とのタイアップによって設立された。
鹿島学園高等学校、鹿島朝日高等学校とは「カシマ教育グループ」として姉妹校提携を結んでおり、全国各地にある学習センターを利用できる。

## オプションコース
高卒資格のみならず、将来の目標を見つめて希望するコースをオプションで選択できる。
- 大学進学コース
- アニメ・マンガ・声優コース
- アクターズコース
- 音楽コース
- スポーツコース
- ファッション・デザインコース
- ネイル・メイクコース
- 美容・エステコース
- ペットコース
- 製菓コース
- ITコース
- スキルアップコース
- 保育・福祉コース
- 海外留学コース

## 教育方針
- 『「大自然」から「現代社会」まで、幅広いテーマで「生きる力」を育んでいきます』[4]。

- 山北本校においては、山北町の恵まれた教育環境を最大限に活用し、「森林保全と生命」「山北町の新しい農業」「山北町の観光促進」「介護支援とコミュニケーション」の4つを『学校設定科目』として教育課程（カリキュラム）に組み入れている[1]。

## 沿革
- 2017年9月 - 開校。

## 基礎データ

### 所在地
- 神奈川県足柄上郡山北町中川921-87

### 通学区域
広域通信制高校であり、全国からの入学が可能である。

### アクセス
- JR御殿場線山北駅・谷峨駅より富士急湘南バス
- 小田急小田原線新松田駅より富士急湘南バス

## 制服
男女ともブレザータイプの制服あり。購入・着用の義務はなく、私服での登校も可能。制服はBarbieブランドも選択できる。

## 学校行事
各学習センターにより、様々な体験学習が用意されている。